# Avenida del Brasil
La avenida del Brasil (portugués: Avenida do Brasil) es una avenida de Lisboa, localizada en la freguesia de Alvalade.

## Nombre
Su actual denominación de avenida do Brasil data de 1948, cuando sustituyó a la denominación de «avenida Alferes Malheiro».
 Esta modificación se produjo a la par que el cambio de denominación de la Praza do Brasil por Largo do Rato.

## Trazado
La avenida tiene su inicio en el Jardim do Campo Grande y finaliza en la plaza del Aeropuerto (Rotunda do Relógio).

## Arquitectura
Entre la arquitectura destaca el edificio del Laboratorio Nacional de Ingeniería Civil de Lisboa, situado en el número 101 de la vía. La calle cuenta además con un ejemplo de urbanismo moderno basado en la Carta de Atenas, el «conjunto de la avenida do Brasil», grupo de edificios sito entre los números 112 y 132 proyectado por Jorge Segurado. El Hospital Júlio de Matos también se encuentra en la avenida.